# Rinorea beniensis
Rinorea beniensis Engl. – gatunek roślin z rodziny fiołkowatych (Violaceae). Występuje naturalnie w Demokratycznej Republice Konga oraz Ugandzie. 

## Morfologia
PokrójZimozielone drzewo lub krzew. Dorastające do 12 m wysokości.
LiścieBlaszka liściowa ma eliptyczny lub eliptycznie lancetowaty kształt. Mierzy 3,6–11,4 cm długości oraz 1,6–4,2 cm szerokości, jest niemal całobrzega lub karbowana na brzegu, ma klinową nasadę wierzchołek od spiczastego do ogoniastego. Przylistki są lancetowate. Ogonek liściowy jest nagi i ma 3–4 mm długości.
KwiatyPojedyncze lub zebrane w gronach, wyrastają z kątów pędów. Mają działki kielicha o owalnym kształcie i dorastające do 2 mm długości. Płatki są podługowate, mają białą barwę oraz 6–8 mm długości.
OwocePotrójnie klapowane torebki mierzące 9-12 mm długości.

## Biologia i ekologia
Rośnie w lasach, na wysokości od 700 do 1200 m n.p.m.